# Orientalium Ecclesiarum
Orientalium Ecclesiarum je dokument Rimskokatoliške Cerkve, ki je nastal med drugim vatikanskim koncilom; objavil ga je papež Pavel VI. 21. novembra 1964. Za dokument je glasovalo 2.110 škofov, proti pa 39.
Dokument govori o katoliških cerkvah vzhodnega obredja, s čimer jim zagotavlja pravice do njihovega značilnega obredja.